# Список умерших в 1831 году
В этой статье представлен список известных людей, умерших в 1831 году.
- См. также: Категория:Умершие в 1831 году

## Январь
- 21 января — Ахим фон Арним (49) — немецкий писатель, основной представитель (вместе со своим другом Клеменсом Брентано) гейдельбергского романтизма.

## Февраль
- 1 февраля — Яков Потёмкин (49) — русский офицер Наполеоновских войн (генерал-лейтенант, генерал-адъютант), командир Семёновского полка в 1812-20 гг.
- 29 февраля — Владимир Орлов (87) — генерал-поручик, директор Академии наук.

## Март
- 11 марта — Осип Козловский — русский композитор, органист.

## Май
- 29 мая — Иван Дибич-Забалканский (46) — граф, последний представитель рода Дибичей, российский генерал-фельдмаршал.

## Июль
- 2 июля — Карл Опперман — известный российский инженер, картограф и фортификатор.
- 16 июля — Александр Ланжерон (68) — французский эмигрант, русский военачальник эпохи Наполеоновских войн.

## Сентябрь
- 17 сентября — Йозеф Киселак (33) — австрийский альпинист, прозаик.

## Октябрь
- 9 октября — Иоанн Каподистрия (55) — русский и греческий государственный деятель, министр иностранных дел России (1816—1822 годы) и первый правитель независимой Греции (с 1827); убит.